# Horné Obdokovce
Horné Obdokovce este o comună slovacă, aflată în districtul Topoľčany din regiunea Nitra. Localitatea se află la altitudinea de 181 m deasupra n.m., se întinde pe o suprafață de 22,89 km2 și în 2017 număra 1.517 locuitori.

## Istoric
Localitatea Horné Obdokovce este atestată documentar din 1283.

## Demografie
| An:                | 1994 | 2004   | 2014   | 2024   |
| ------------------ | ---- | ------ | ------ | ------ |
| Număr de persoane: | 1634 | 1647   | 1522   | 1452   |
| Diferență:         |      | +0,79% | −7,58% | −4,59% |

| An:                | 2023 | 2024   |
| ------------------ | ---- | ------ |
| Număr de persoane: | 1459 | 1452   |
| Diferență:         |      | −0,47% |